# Buchit
Buchit ist die Bezeichnung für ein Gestein, welches aus Pyrometamorphose oder Verbrennungsmetamorphose hervorgegangen ist und mehr als 20 % Glas enthält. Der Name ehrt den deutschen Geologen Leopold von Buch, der unter anderem durch seine Forschungen zum Vulkanismus Bedeutung erlangte.

## Historische Entwicklung der Bezeichnung
Die Bezeichnung wurde in der Literatur zum ersten Mal von dem deutschen Geologen August von Klipstein verwendet, der den Begriff allerdings nur auf "durch vulkanische Wirkung umgebildete Sandsteine" bezog, also eine deutlich engere Definition wählte. Als Typlokalität nannte er den Wildenstein bei Büdingen im Wetteraukreis im südwestlichen Vorland des Vogelsberges. An dieser Lokalität wurde das Gestein durch die Hitzeeinwirkung des ursprünglich geschmolzenen Gesteins eines Basaltschlotes auf den umgebenden Buntsandstein erzeugt (Pyrometamorphose). In der jüngeren Literatur wird als Erstbeschreiber häufig unzutreffenderweise der hessische Geologe Heinrich Möhl genannt, der entsprechende "geglühte Sandsteine" vom Otzberg im Odenwald beschrieb und von diesen Gesteinen die erste Dünnschliffabbildung eines Buchits veröffentlichte.
In der Folgezeit wurde diese Definition dann erweitert, indem auch andere Sedimentgesteine außer Sandstein (etwa Tonstein oder Phyllit), die eine pyrometamorphe Beeinflussung erfahren hatten, mit einbezogen wurden.
Die aktuelle Definition entstammt den Empfehlungen der International Union of Geological Sciences, die den Begriff einerseits erweiterte, indem nicht mehr auf Pyrometamorphose als Bildungsmechanismus abgestellt wurde, sondern nun auch Produkte der Verbrennungsmetamorphose so bezeichnet werden können. Diese wurden früher oft mit Spezialbezeichnungen (wie etwa Porzellanit oder Porzellanjaspis) versehen, die nach diesen Empfehlungen nicht mehr verwendet werden sollen. Zudem können nach der aktuellen Definition auch künstliche Produkte mit diesem Begriff bezeichnet werden, wenn sie die Kriterien erfüllen. Andererseits wurde durch die Gehaltsangabe für die Glaskomponente auch eine zuvor nicht verwendete Limitierung eingeführt. Ein entsprechendes Gestein, welches weniger als 20 % Glas enthält, wird nach diesen Empfehlungen als gefrittetes Gestein bezeichnet; der Begriff "gefrittet" zur makroskopischen Beschreibung findet sich ebenfalls bereits bei Klipstein. 
In der Vergangenheit wurde der Begriff oft sehr uneinheitlich verwendet. Entsprechend ist älteren Literaturangaben mit Vorsicht entgegenzutreten.

## Bildung und Vorkommen
Buchite sind typische Gesteine der metamorphen Sanidinit-Fazies, d. h., dass sie bei hohen Temperaturen (über 800 °C), aber bei Normaldruck oder nur wenig erhöhten Drucken gebildet wurden. Derartige Bedingungen herrschen etwa am direkten Kontakt eines Vulkanschlots mit dem Nebengestein, aber auch im Nebengestein brennender Kohleflöze. Dieses Nebengestein muss zudem genügend Quarz bzw. Silikatmineralien enthalten, um eine Glasphase bilden zu können; reine Kalksteine sind dazu etwa nicht in der Lage. Gleichzeitig muss die Temperatur über einen hinreichenden Zeitraum hoch genug sein, um einen entsprechenden Anteil an Schmelze (Glas) zu bilden. Dies ist häufig nur in unmittelbarer Nähe der Wärmequelle, etwa direkt am Kontakt oder in losgerissenen und im Magma mitgeführten Nebengesteinsbrocken, der Fall. Die Vorkommen sind daher häufig recht kleinräumig.
Bereits von Möhl genannte Fundorte sind etwa die Blaue Kuppe bei Eschwege, der Bühl bei Kassel, der Beilstein im Spessart oder der Stoppelsberg in der Rhön. Auch in den vulkanischen Bereichen der Eifel sind entsprechende Gesteine zu finden, meist als Xenolithe in den lokalen Vulkaniten.

## Erscheinung im Gelände und Ansprechen

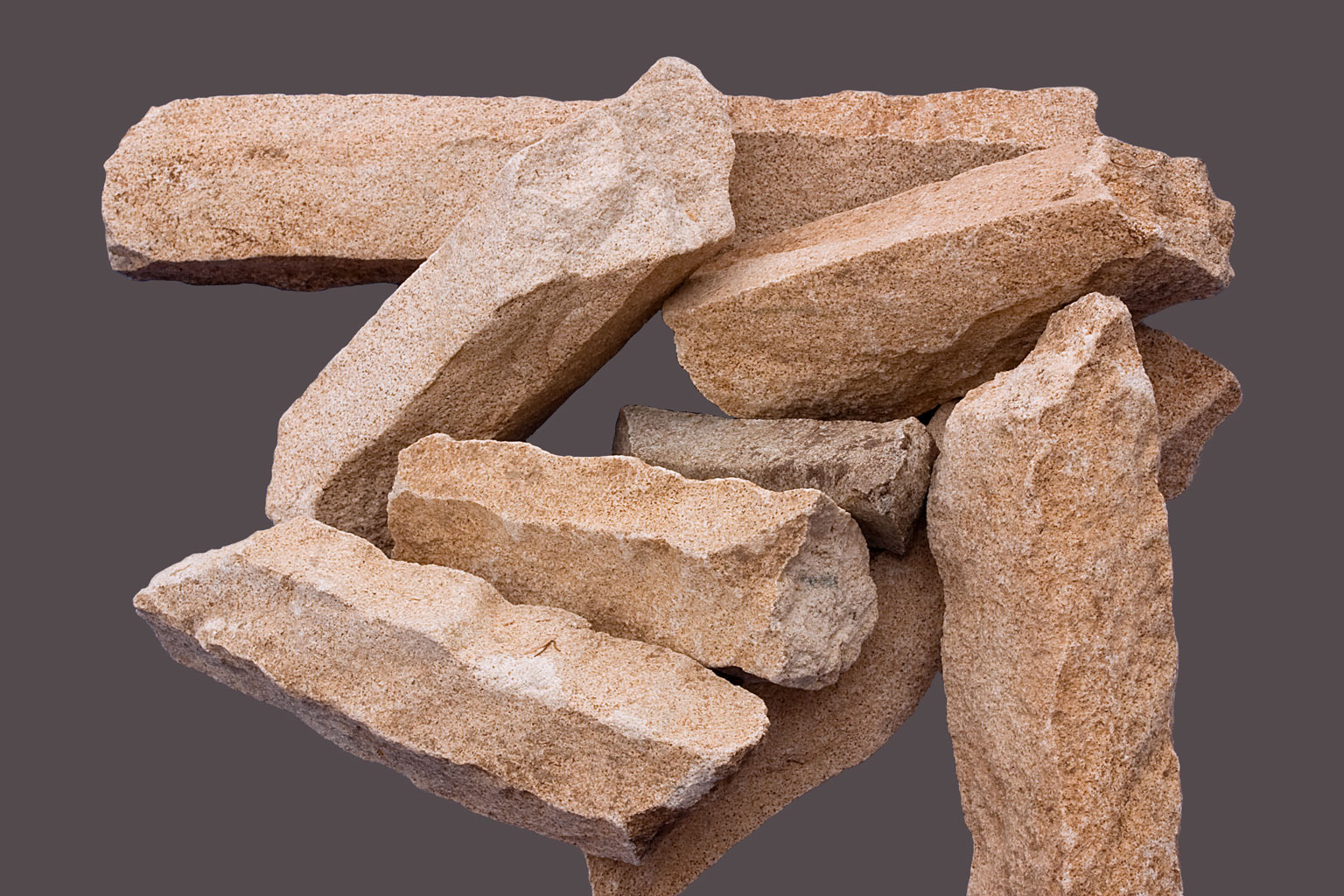
Säulenförmige Absonderung von Buntsandstein vom Wildenstein bei Büdingen, durch thermische Belastung bedingt.

Durch ihren hohen Glasgehalt bedingt weisen Buchite im Handstück häufig einen muscheligen Bruch auf. Abhängig vom Ursprungsgestein (Protolith) können sie darüber hinaus sehr verschiedenes Aussehen haben: Sowohl schlackenartiges als auch dichtes Gestein wurde beschrieben. Die Farben sind nicht einheitlich und reichen von weiß gebleicht über rot bis schwarz, letzteres meist bei höherem Glasgehalt. Direkt am Kontakt sind manchmal säulenartige Bildungen (ähnlich Säulenbasalt, aber mit meist geringerem Durchmesser der Säulen) zu finden.
Da die Unterscheidung von gefritteten Gesteinen eine quantitative Bestimmung des Glasgehalts erforderlich macht, die ohne eine Untersuchung im Dünnschliff kaum möglich ist, ist eine sichere Ansprache im Gelände problematisch.
Metamorphe Gesteine mit hohem Glasgehalt können auch durch andere Mechanismen entstehen, etwa durch Dislokations-Metamorphose (Pseudotachylit, Friktionit) oder Impaktmetamorphose (Suevit, Impaktit, Tektit). Die sichere Unterscheidung erfordert hier die Berücksichtigung des geologischen Umfelds und kann im Handstück schwierig sein.

## Mineralbestand
Neben unveränderten Bestandteilen des Ausgangsgesteins (bei Sandstein oft rundgeschmolzene Quarzkörner) und dem definitionsgemäß erforderlichen Glas enthält das Gestein oft typische Hochtemperatur-Mineralphasen wie Spinelle, Cordierit, Mullit, Tridymit und Magnetit. Die Kristalle dieser neugebildeten Phasen sind oft sehr klein. Auch hier ist die konkrete Zusammensetzung wiederum von der Natur des Ursprungsgesteins abhängig.